# Équipe de Bulgarie de rugby à XV
L'équipe de Bulgarie de rugby à XV rassemble les meilleurs joueurs de rugby à XV de Bulgarie.
Elle est membre de la FIRA - Association Européenne de Rugby et joue dans la division 3C du Championnat Européen des Nations.
L'équipe était classée 79e au classement de l'International Rugby Board le 17 février 2012.

## Histoire
L'équipe de Bulgarie est classée à la 80e place au classement IRB du 19/12/2011

## Palmarès
- Coupe du monde
  - 1987 : non invité
  - 1991 : pas qualifié
  - 1995 : pas qualifié
  - 1999 : pas qualifié
  - 2003 : pas qualifié
  - 2007 : pas qualifié
  - 2011 : pas qualifié
  - 2015 : pas qualifié
  - 2019 : pas qualifié